# Hallsteinova doktrína

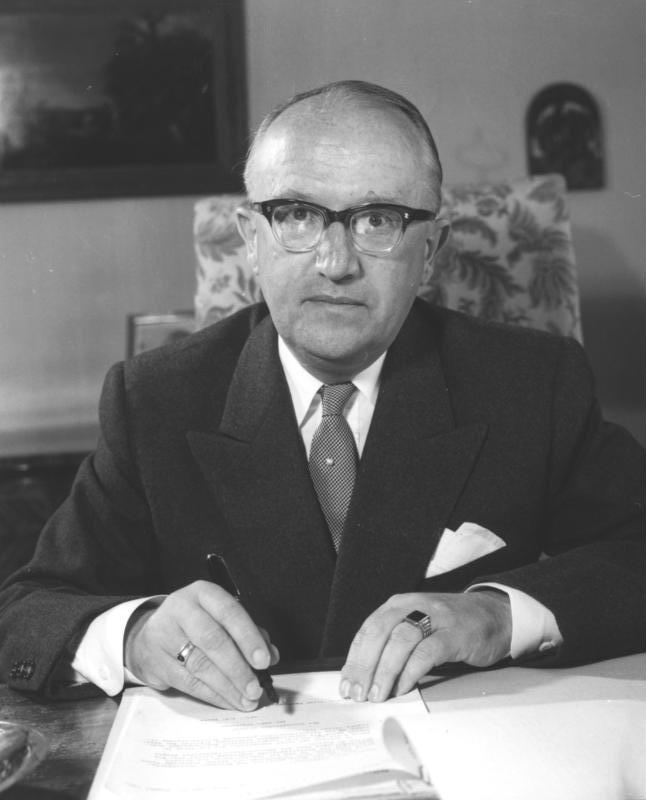
Walter Hallstein (1957), autor doktríny

Hallsteinova doktrína byla zahraničně politická zásada, navržená německým politikem a právníkem Walterem Hallsteinem, který působil jako poradce západoněmeckého kancléře Konrada Adenauera. Nebyla nikdy sepsána, a tak se její výklady různí. Podle nejčastějšího výkladu doktríny mělo Západní Německo (NSR) zapovězeno navázat diplomatické styky s jakoukoliv zemí, která mezinárodně uznala Východní Německo (NDR), neboť vycházela z předpokladu, že Západní Německo je jediný německý stát, který je oprávněn vystupovat jménem celého německého národa. Přesnější výklad, schválený parlamentem a užívaný ministerstvem zahraničí NSR, stanovil, že spolková vláda by pokládala uznání NDR nebo navázání diplomatických styků s ní třetí stranou, za "akt málo přátelský" (acte peu amical). Případné přerušení diplomatických styků s touto třetí stranou bylo až posledním, krajním krokem, pokud by styky nepřerušila třetí strana. Zároveň bylo Východní Německo považováno za německé území okupované Sovětským svazem, na nějž jako na spojeneckou zemi se Hallsteinova doktrina nevztahovala.
V platnost vstoupil dokument svým přijetím během prosince roku 1955 a platil až do začátku sedmdesátých let, kdy ji nahradila tzv. Ostpolitik západoněmeckého ministra zahraničí a posléze kancléře Willyho Brandta, který navázal mezistátní vztahy s NDR a v roce 1970 ji navštívil, když se v Erfurtu setkal při jednáních s tehdejším východoněmeckým předsedou vlády Willi Stophem.